# Camp de Sissonne

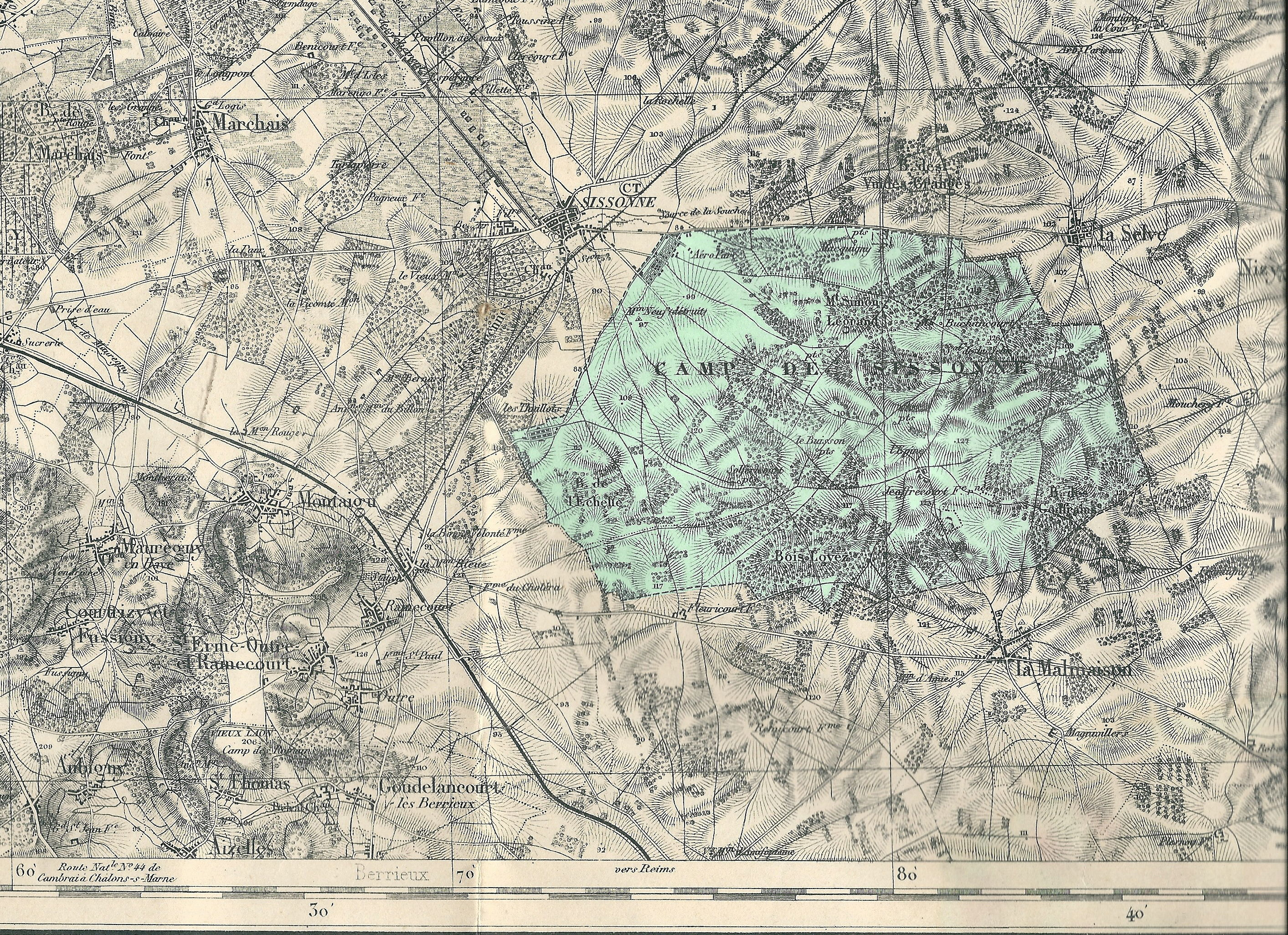
Localisation du camp de Sissonne, en 1912, sur une carte d'état-major.

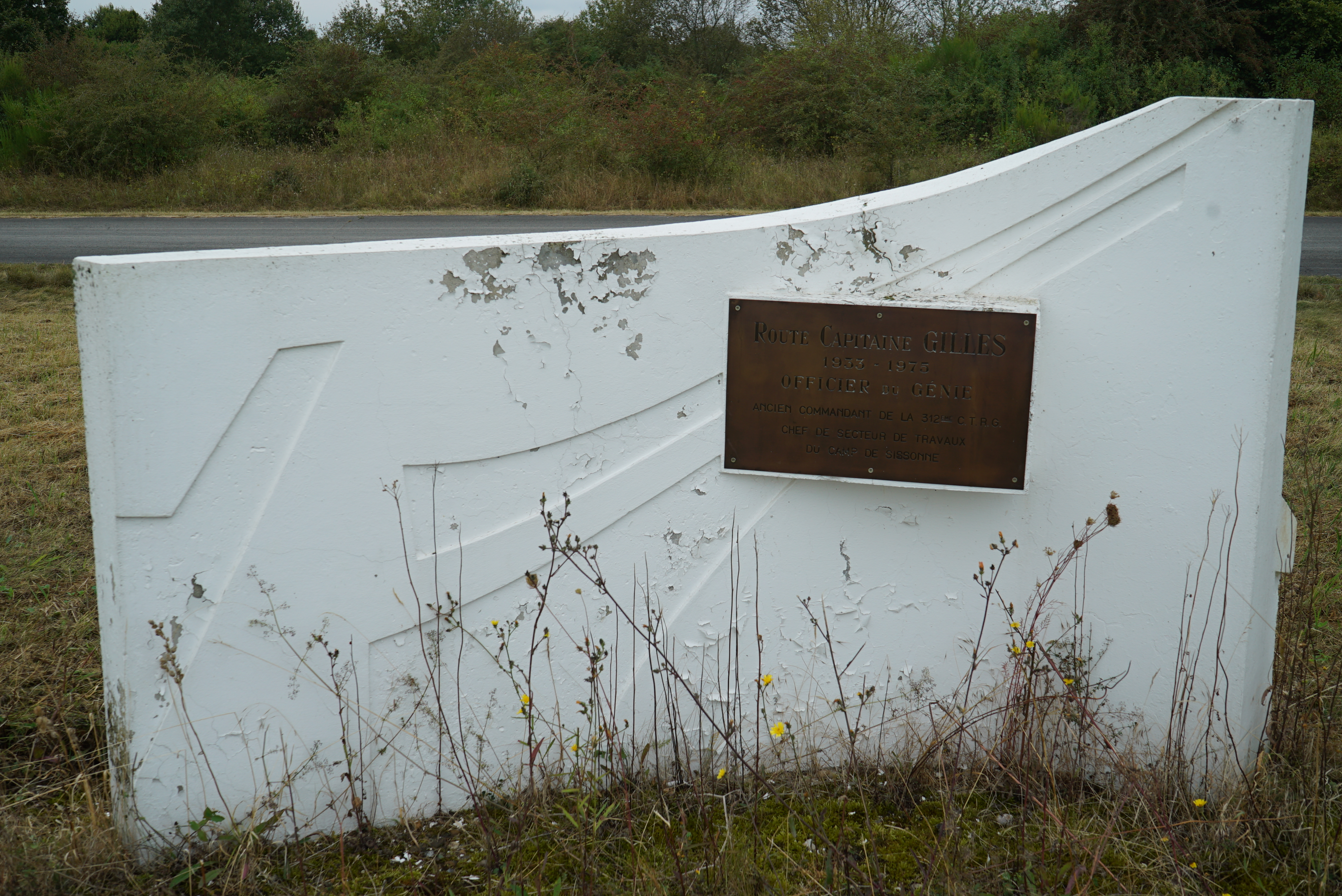
Entrée capitaine Gilles.

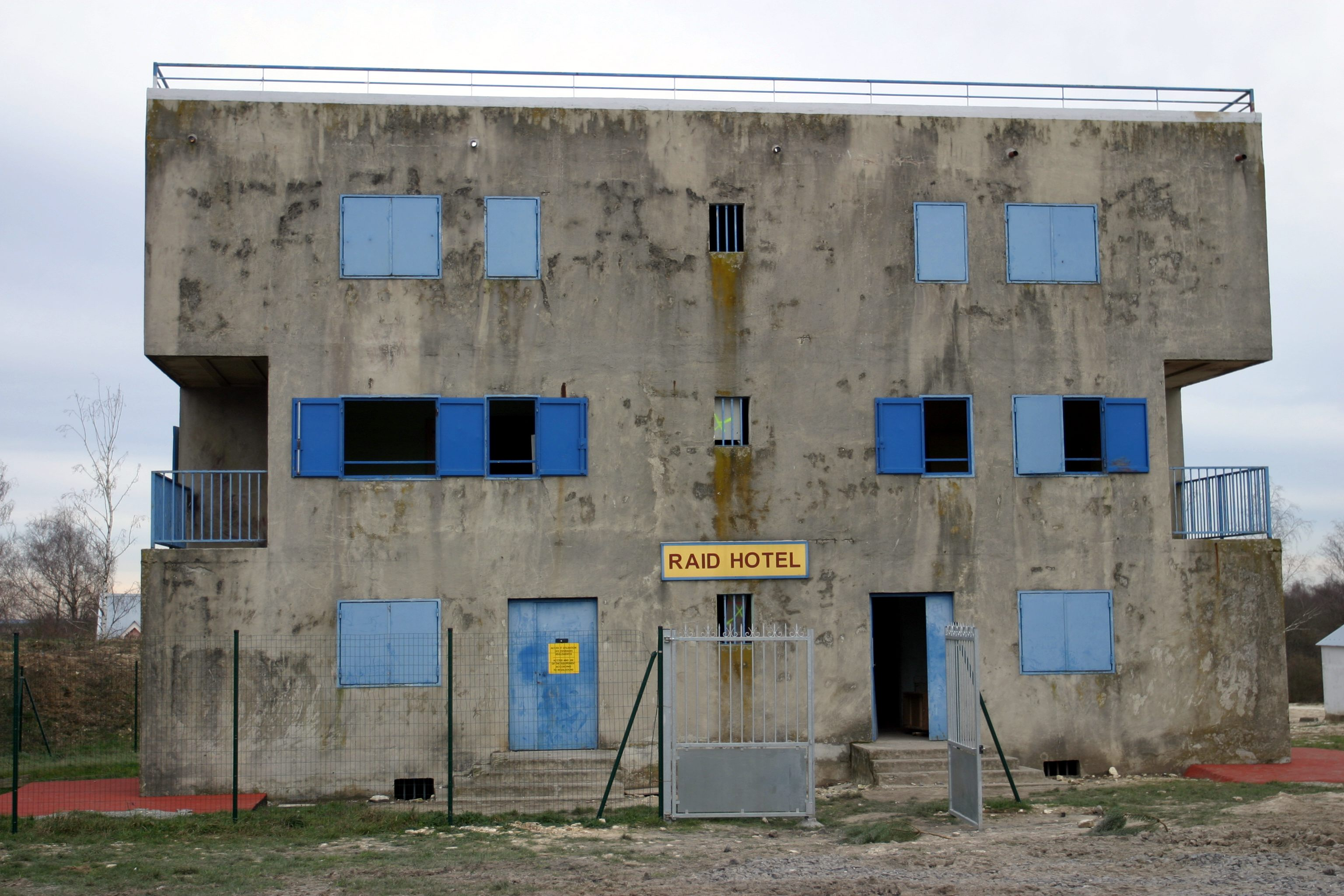
Hôtel du village de combat de Beauséjour.

Le camp de Sissonne est un camp militaire français situé à Sissonne dans l'Aisne.

## Historique
Créé par décret du 29 août 1895, le camp est inauguré le 17 juillet 1896 et compte alors 622 ha. Après plusieurs expropriations successives, celui-ci atteint finalement sa taille actuelle à la veille de la Première Guerre mondiale.
Le camp, d'une surface de 6 028 ha, héberge de nos jours, dans le cadre du Mandat Azur, le Centre d'entraînement aux actions en zone urbaine (CENZUB), qui a ouvert ses portes en septembre 2006.
29e régiment d'artillerie
De sa création jusqu'en 1914, le régiment y maintenait un détachement alors que les autres étaient en garnison à Laon.
94e régiment d'infanterie (94e RI)
Présence une première fois au sein du camp de Sissonne du 94e R.I. de 1980 à 1993 (date où le régiment est dissous). Le 94e régiment d'infanterie est recréé à Sissonne en 2013 par changement de nom du Centre d'entraînement aux actions en zone urbaine, qui devient CENZUB/94e RI.
21e régiment d'infanterie de marine - 33e compagnie de Camp - 21e R.I.Ma
Présence au sein du camp de Sissonne du 21e R.I.Ma de 1963 à 1980.
33e Groupement de Camp/22e régiment d'infanterie de marine
Présence au sein du camp de Sissonne du 33e Groupement de Camp/22e régiment d'infanterie de marine (il reprend les traditions du 22e R.I.Ma) du 1er juillet 1984, dissolution le 30 juin 1999.
Régiment de camp de Mourmelon (RCM) - détachement de Sissonne
De 1999 à 2006, le camp est rattaché à Mourmelon.

## Zone de biodiversité
Le camp est co-géré avec les services du Conservatoire d'espaces naturels de Picardie pour son entretien. C'est une zone riche de sa biodiversité, tant pour la faune que la flore. Elle est exploitée par des troupeaux de moutons, et de bovins. Le brame du cerf et la chasse de 550 sangliers montrent la présence de grands mammifères.

### Faune
Quelques exemples d'animaux présents sur la zone :
- crapaud calamite,
- branchiopode de Schaeffer,
- rainette verte,
- azuré de la croisette,
- guêpier d'Europe,
- triton crêté,
- œdipode turquoise.

### Flore
Quelques exemples de plantes présentes sur la zone :
- anémone sauvage,
- limoselle aquatique,
- sisymbre couché,
- ophrys araignée,
- céphalanthère à grandes feuilles,
- limodore à feuilles avortées.